# Tancament de Radiotelevisió Valenciana

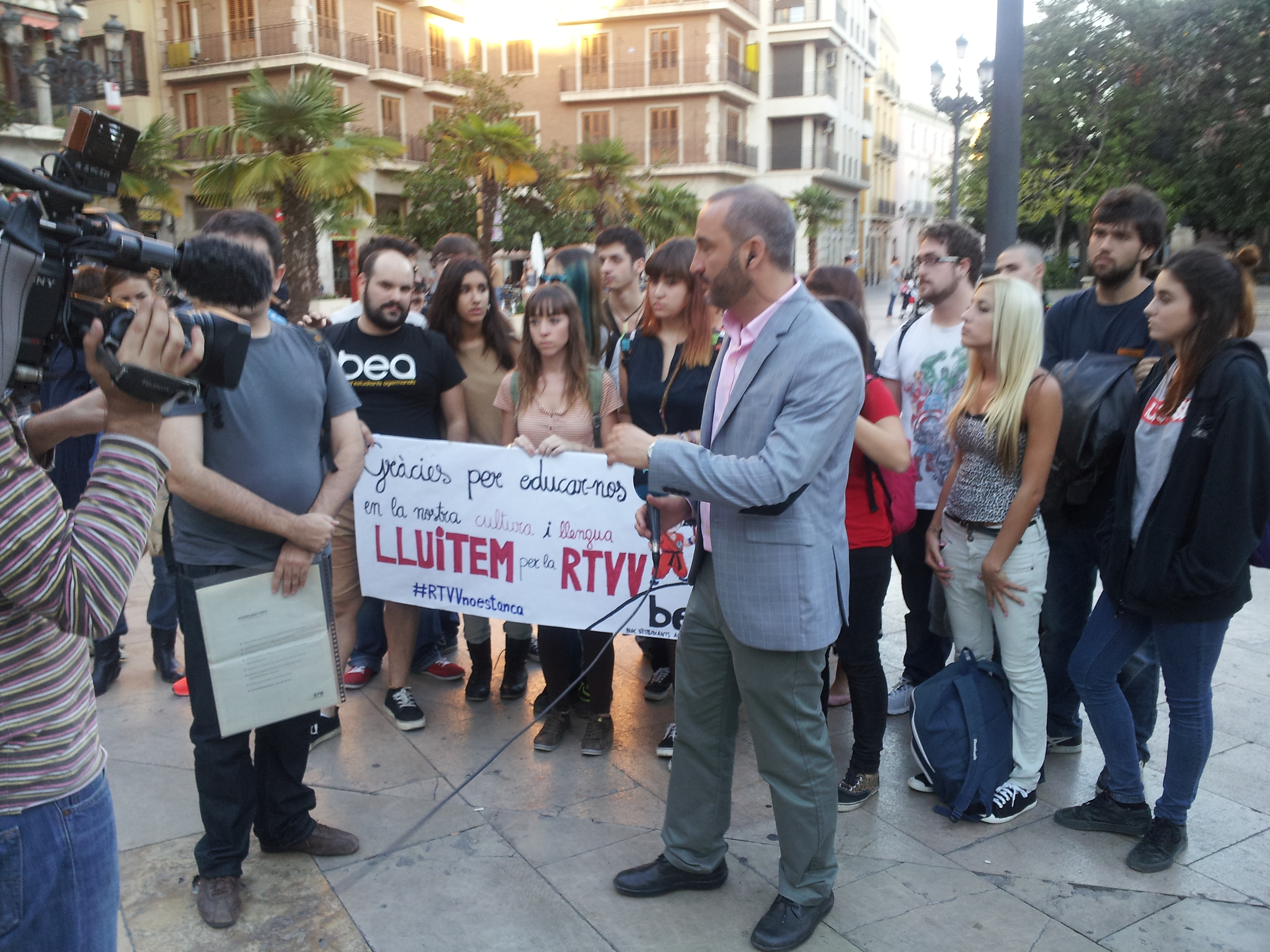
Emissió del programa especial que Nou Televisió va realitzar des de la Plaça de la Mare de Déu de València el 6 de novembre de 2013, quan es va anunciar el tancament del grup.

El tancament de RTVV va ser un procés que es va portar a terme en novembre de 2013 mitjançant el qual la Generalitat Valenciana va clausurar el grup Radiotelevisió Valenciana. Va ser retransmés en directe i va venir precedit per un conjunt d'escàndols de manipulació periodística i censura informativa i d'endeutament.

## Antecedents
El 9 de febrer de 2013 es va culminar l'expedient de regulació d'ocupació de la Radiotelevisió Valenciana, que va afectar 1131 treballadors del grup. El Tribunal Superior de Justícia de la Comunitat Valenciana va declarar nul l'expedient el 5 de novembre de 2013, fet que va portar el Govern Valencià a anunciar la seua intenció de clausurar la Radiotelevisió pública, anunci que va ser contestat amb manifestacions multitudinàries a València, Alacant i Castelló.
Finalment, el Consell va aprovar el tancament a les Corts, aprofitant la majoria del Partit Popular de la Comunitat Valenciana a la cambra, i va tancar les emissions de les cadenes del grup l'endemà.

## Tancament
Una edició extraordinària del Diari Oficial de la Generalitat Valenciana publicat a mitjanit del 29 de novembre va reclamar «dissoldre, liquidar i extingir l'empresa Radiotelevisió Valenciana». El primer mitjà a desaparéixer aquella mateixa nit va ser Nou Ràdio, que va continuar emetent una hora més a través de l'emissió de la segona emissora Sí Ràdio i a través d'Internet. Desenes de treballadors s'aplegaren a les portes de la seu, on efectius de la policia impediren el pas. Arran d'aquest fet, els treballadors de Nou Televisió van iniciar en directe un programa especial de resistència, on es va donar veu a col·lectius i partits polítics crítics amb el govern.
Durant la matinada diversos treballadors van poder entrar al Centre de Producció de Programes, la seu central de Radiotelevisió Valenciana, a Burjassot, tot i la barrera policial. Una vegada dins van poder evitar el primer intent de tallar les emissions. Seguidament, un tècnic, natural de Gata de Gorgos i conegut popularment com a Paco «Telefunken», va ser nomenat pel Consell de la Generalitat com la «mà executora» del tancament de Canal Nou, decretat per acord extraordinari del Consell celebrat d'urgència aquella mateixa tarda. Una vegada dins i davant la pressió dels treballadors de RTVV, va desistir del seu objectiu inicial. Va abandonar la seu d'RTVV al voltant de les nou del matí en direcció a la seua població natal. Durant el matí del 29 de novembre de 2013, Paco Telefunken va ser trending topic mundial a la xarxa Twitter.
A les 10.45 h el jutjat número 1 de Paterna va ordenar el desallotjament «immediat» de la seu central d'RTVV, arran de la denúncia per «ocupació il·legal» que havien presentat els liquidadors. D'aquesta manera, el jutge va autoritzar l'ús de «la força policial» si els treballadors es negaven a abandonar el recinte voluntàriament. A les 12:19 h, un tècnic escortat per policia va arribar fins al control central i va tallar l'emissió, entre crits d'«Açò és un colp d'estat».
Finalment, al migdia el web d'RTVV va deixar d'estar operativa i Sí Ràdio, que durant el matí també havia retransmés la programació crítica dels treballadors, va apagar-se a les 16:36 h.